# 梅塞大道

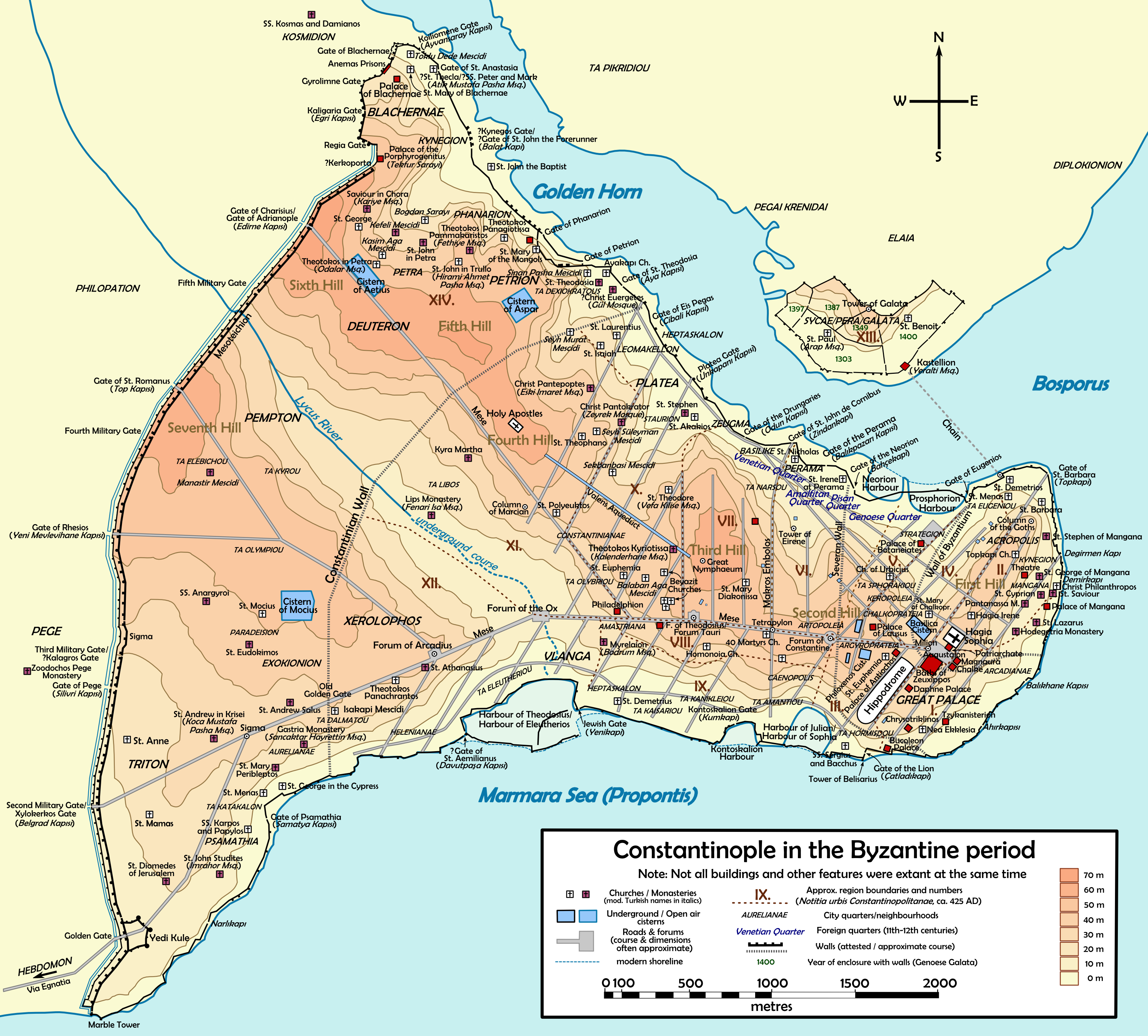
拜占庭君士坦丁堡地图

梅塞大道（Mese）意为“中央大街”，是古代君士坦丁堡（今土耳其伊斯坦布尔）的主要干道。这条街是拜占庭帝国礼仪的主要场景。现代的Divanyolu大道大致上沿着古代街道的路线。

## 描述
梅塞大道始于帝国公路的零里程标志“Milion”，靠近圣索菲亚大教堂，笔直向西。它经过君士坦丁堡赛马场和Lausos宫和安提阿哥Antiochus宫，大约600米后，到达椭圆形的君士坦丁广场，那里有该市的两个元老院之一。这段大道也被称为Regia（ἡ Ῥηγία，“帝国之路”），因为它是原来从君士坦丁堡大皇宫和奥古斯塔广场到君士坦丁广场的礼仪路线。
这条街继续向前，到达狄奥多西广场，又名公牛广场（Forum Tauri）。在这延伸段的大约中点，梅塞大道与Makros Embolos交汇。在它们的交界处矗立着一座四向門（tetrapylon），称为Anemodoulion（“风的仆人”）。 
经过狄奥多西广场后不久，这条街在 Capitolium分为两支: 一支向西北，经过圣使徒教堂，通往查瑞休斯之門（Gate of Charisius），另一支继续向西南，通过阉牛广场（Forum Bovis）和阿卡狄奧斯广场，通往黃金城門（Golden Gate），在那里连接埃格纳提亚大道。
梅塞大道宽25米，两侧排列的柱廊开设商店。至少直到科穆宁王朝时期，梅塞大道一直是穿越城市的帝国礼仪路线。最具特色的是皇帝得胜归来的凯旋式，得胜的皇帝率领帝国的军队凯旋回家，通过黄金城门进入城市，然后沿着梅塞大道前往君士坦丁堡大皇宫，沿街兴高采烈的人群夹道欢迎。